# Meridiandurchgang
Als Meridiandurchgang oder -transit wird in der Astronomie und Astrogeodäsie der Zeitpunkt und der Ort am Himmel des Standortes bezeichnet, an dem ein Gestirn den Meridian überquert. 
Bei konstanter Deklination erreicht der Stern in diesem Moment des Durchgangs auch seine größte Höhe über dem Horizont. Sonne, Mond und Planeten haben jedoch eine im Jahresverlauf veränderliche Deklination, so dass sie ihre größte Höhe über dem Horizont nicht immer im Moment des Meridiandurchgangs aufweisen.
Die Messung von Meridiandurchgängen dient v. a. der astronomischen Zeitbestimmung (siehe Sternzeit), der Längenbestimmung und der Ermittlung genauer Sternörter. Dafür wurden eigene Instrumente mit speziellem Fadennetz bzw. Mikrometer entwickelt, etwa der Meridiankreis und das Passageninstrument. Neuere dieser Instrumente können die Sterndurchgänge auch automatisch registrieren.
Die erreichbare Genauigkeit wird Durchgangsfehler genannt und liegt – je nach Instrument, Messmethode und Erfahrung des Beobachters – am Einzelfaden bei 0,03 bis 0,5 Sekunden. Sie lässt sich aber durch ein Fadennetz mit mehreren Fäden oder ein unpersönliches Mikrometer mehr als halbieren, und nochmals durch Messung in mehreren Nächten.
Einige Methoden (z. B. Zirkummeridian) verwenden auch Messungen knapp vor und nach dem Meridiantransit.